# Tancredi Pozzi

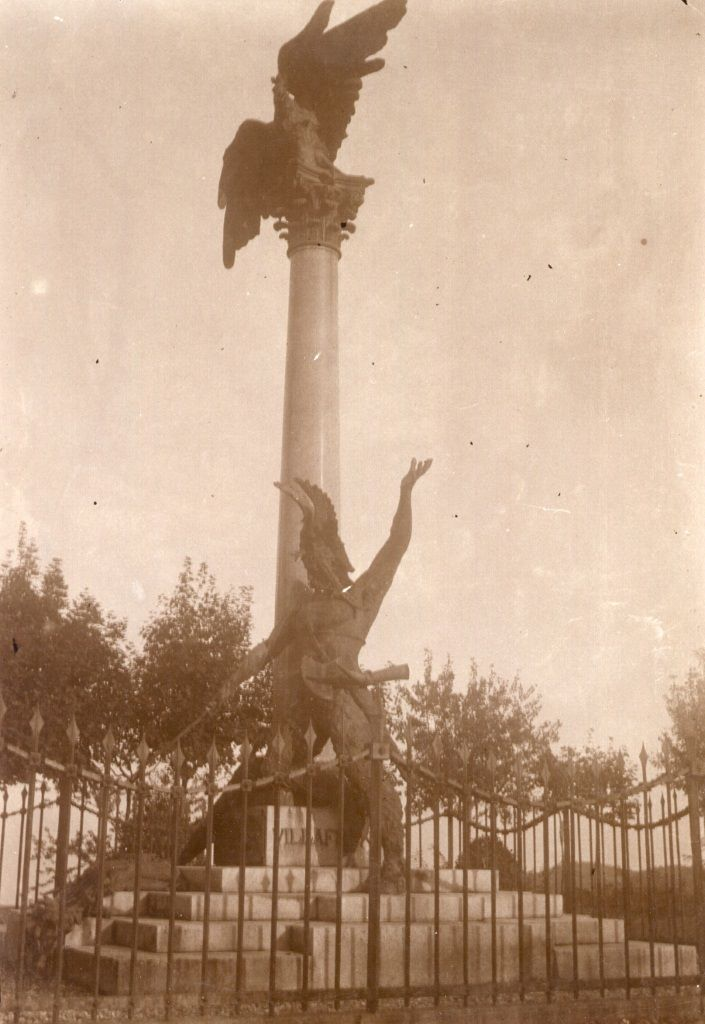
Monumento al re Umberto I, Superga

Tancredi Pozzi (Milano, 1864 – Torino, 1924) è stato uno scultore italiano.

## Biografia
Fu allievo di Giuseppe Dini all'Accademia Albertina. Realizzò numerosi bassorilievi, cenotafi, commemorazioni monumentali e busti. All'esposizione di Torino del 1884 espose una statua in stucco a grandezza naturale dal titolo Sarà tempesta?. All'Esposizione Nazionale di Belle Arti di Venezia del 1887 espose Regata vinta. Altre opere includono Rematore, Popolano e Figurina muliebre. Nel 1888 a Bologna espose una statua in stucco raffigurante un cavallo intitolata Tafani molesti e un piccolo gruppo equestre in bronzo intitolato Tancredi innamorato. Queste opere sottolineano la sua predilezione per le statue di cavalli vigorosi e attivi e per i gruppi equestri, tra cui figurano anche Ettore Fieramosca, Kamir, Arduino d'Ivrea, Clelia Romana, Rez, Populus, Fetontesul Po e Autari. Tra i suoi monumenti funebri si ricordano quelli delle famiglie Pozzi e Frissoni nel Camposanto di Torino. Tra le sue maggiori opere monumentali si ricordano il Monumento al Re Umberto I (1902), posto nella piazza antistante la Basilica di Superga e il Monumento in bronzo a Giuseppe Garibaldi (1904), appoggiato su una roccia, situato a Porto Maurizio (Imperia) Scolpì infine il Monumento ad Angelo Beccaria, nel Giardino di quello che fu l'Istituto dei Rachitici. Realizzò anche una fontana monumentale a Torino.
Vittorio Emanuele III, colpito dal monumento dedicato al padre Umberto I, lo nominò cavaliere dell'Ordine della Corona d'Italia.